# Eleccions parlamentàries finlandeses de 1911
Les eleccions parlamentàries finlandeses del 1911 del parlament unicamerales van celebrar el dia 1 d'agost de 1911. El partit més votat fou el socialdemòcrata.
El tsar Nicolau II rus havia tornat a dissoldre el parlament i va ordenar noves eleccions parlamentàries anticipades, perquè el president Pehr Evind Svinhufvud havia refusat de presentar al parlament propostes basades en la llei russa sobre la Llei d'Igualtat i compensacions milionàries per evitar la conscripció dels finesos a l'exèrcit rus.
El mandat d'un parlament aleshores era de tres anys i s'hauria acabat al febrer de 1914, per no es va complir i l'agost de 1913 ja es van celebrar noves eleccions.

## Resultats
|                     |                                |           |        |          |     |  |
| Partit              | Partit                         | Vots      | %      | Escons   | +/– |  |
|                     | Partit Socialdemòcrata         | 321,201   | 40.03  | 86 / 200 | =   |  |
|                     | Partit Finlandès               | 174,177   | 21.71  | 43 / 200 | 1   |  |
|                     | Partit Jove Finlandès          | 119,361   | 14.88  | 28 / 200 | =   |  |
|                     | Partit Popular Suec            | 106,810   | 13.31  | 26 / 200 | =   |  |
|                     | Lliga Agrària                  | 62,885    | 7.84   | 17 / 200 | 1   |  |
|                     | Unió de Treballadors Cristians | 17,245    | 2.15   | 1 / 200  | =   |  |
|                     | Altres                         | 708       | 0.09   | 0 / 200  | =   |  |
| Total               | Total                          | 802,387   | 100    | 200      | =   |  |
|                     |                                |           |        |          |     |  |
| Vots vàlids         | Vots vàlids                    | 802,387   | 99.42  |          |     |  |
| Invàlids / en blanc | Invàlids / en blanc            | 4,707     | 0.58   |          |     |  |
| Vots totals         | Vots totals                    | 807,094   | 100.00 |          |     |  |
| Votants Registrats  | Votants Registrats             | 1,350,058 | 59.78  |          |     |  |
| Font: Mackie & Rose |                                |           |        |          |     |  |